# Russellton (Pennsylvanie)
Russellton est une census-designated place du comté d'Allegheny, en Pennsylvanie, aux États-Unis.

## Géographie
Russellton se trouve au nord-est des États-Unis, dans l'ouest de l'État de Pennsylvanie, au sein du comté d'Allegheny, dont le siège de comté est Pittsburgh. 

## Démographie
Au recensement de 2010, sa population était de 1 440 habitants.